# Leydy Pech
Leydy Araceli Pech Marín, conocida como Leydy Pech o como la guardiana de las abejas, (Hopelchén, Campeche, 1965) es una apicultora y activista mexicana de origen maya. En 2020 fue galardonada con el Premio Medioambiental Goldman por su trabajo en contra de la siembra de soya transgénica en la Península de Yucatán.

## Biografía

### Trabajo apícola

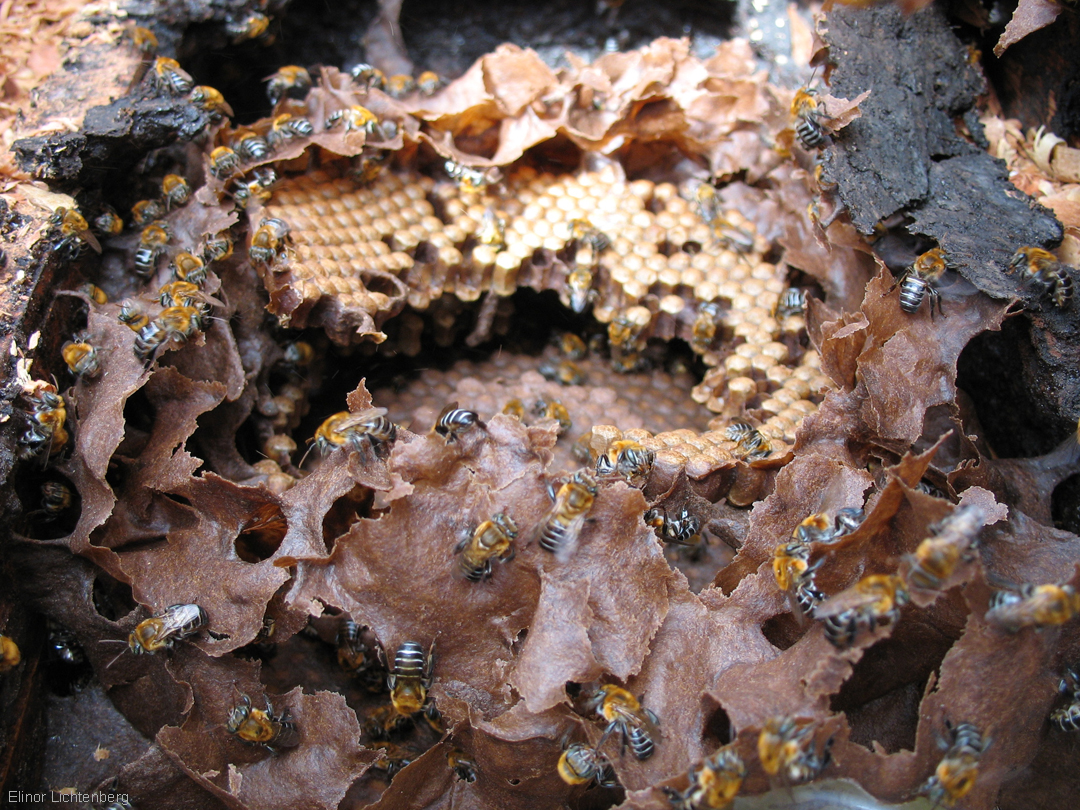
Colmena de Melipona en un tronco hueco.

Pech se dedica principalmente a la apicultura, utilizando una variedad de abeja sin aguijón denominada Melipona beecheii, que ha sido parte de la cultura de las comunidades mayas desde hace varios siglos. Esta abeja realiza sus colmenas dentro de troncos huecos, y aunque la mayoría de los apicultores utilizan a la Apis mellifera, Pech y su comunidad se han empeñado en conservar la tradición con la variedad melipona, a la cual llaman Xunáan Kab, “la dama de la miel”.
Pech tiene una parcela de dos hectáreas, en la cual se dedica al cultivo de miel de abeja de manera artesanal, como señaló en 2014.
Para Pech, las abejas son más que un medio de sustento; "son parte de mi ser", afirma. Y tanto es el cuidado que les da, que incluso las alimenta con dulce de calabaza. Asimismo señala que la organización y trabajo colectivo de las abejas para producir miel, hace que se afiance su confianza en la acción colectiva, de manera similar a como se hace en su comunidad Ich Eq (en español "ojo de estrella") en la que las familias se apoyan para sobrevivir.

### Activismo ambientalista
Pech comenzó su activismo en el año 2000, cuando Monsanto comenzó a instalar parcelas de cultivo de soya transgénica en Campeche. Esta actividad fue incrementándose, y para 2012, comenzaron trabajos de agroindustria en una escala mayor. Esto ocasionó que la miel que se producía en el estado tuviera problemas, pues el producto disminuyó y estaba contaminado. La actividad agroindustrial ponía en riesgo la alimentación de las comunidades, el entorno natural y el acceso a medios para que las comunidades mayas se ganaran el sustento.
Por esta razón, Pech encabezó la coalición Muuch Kambal y el Colectivo Apícola de los Chenes, quienes demandaron al gobierno para que detuviera este tipo de cultivos transgénicos. En 2015, la Suprema Corte de Justicia de la Nación llegó a la conclusión de que el gobierno debía realizar consultas a las comunidades indígenas antes de realizar cualquier cultivo de semillas transgénicas. En 2017 se revocó a Monsanto-Bayer el permiso para cultivar semillas genéticamente modificadas en Campeche, Yucatán y otros cinco estados del país.

#### Premio
Debido a su activismo, y a los logros de Pech y su comunidad, recibió el Premio Goldman de medio ambiente, considerado como el Nobel medioambiental. La organización que otorga el premio señaló que Pech fue objeto de discriminación por parte de Monsanto y sus abogados, quienes hacían alusión a la incredulidad que les causaba que una pequeña mujer los hubiera derrotado. Para Pech el premio "representa un reconocimiento al trabajo de las comunidades mayas de los Chenes (una región de campeche) y de la unidad del territorio maya." Durante la ceremonia, que se celebró de forma virtual, señaló:
El premio me da la oportunidad de decirle al mundo que los territorios de los pueblos indígenas están siendo objeto de despojo para la imposición de megaproyectos, de extractivismo, agroindustria, turismo y otros que fortalecen un modelo capitalista que afecta los recursos naturales y nuestros medios de vida.